# 12e régiment de chasseurs d'Afrique
Pour les articles homonymes, voir 12e régiment.
Le 12e régiment de chasseurs d’Afrique (12e RCA) est un régiment de cavalerie de l'Armée de terre française, créé au cours de la Seconde Guerre mondiale et dissous en 1963.
En 2025, il devient le 12e groupement d'instruction (12e GI) de la 2e brigade blindée.

## Création et différentes dénominations
- 1941 : formation en février, d'un groupe d'escadrons autonome par le 1er RCA
- 1941 : devient en juillet, le 12e groupe autonome de chasseurs d'Afrique (12e GACA).
- 1943 : il devient le 15 février, le 12e régiment de chasseurs d'Afrique (12e RCA).
- 1963 : dissolution.
- 2010 : l'escadron d'éclairage et d'investigation no 2 (EEI 2) de la 2e brigade blindée rattaché au 12e régiment de cuirassiers reprend les traditions du 12e RCA.
- 2015 : l'EEI 2 devient escadron de reconnaissance et d'intervention 12 (ERI 12) et conserve les traditions du 12e RCA[1].
- 2019 : centre de formation initiale des militaires du rang de la 2e brigade blindée - 12e régiment de chasseurs d'Afrique (CFIM - 12e RCA).
- 2025 : devient le 12e groupement d'instruction (12e GI).

## Chefs de corps successifs
- 1941 - 1944 : colonel Girot de Langlade
- 1944 - 1945 : lieutenant-colonel Minjonnet
- 1945 - 1946 : chef d'escadrons Gribius
- 1946 - 1946 : lieutenant-colonel Minjonnet
- 1946 - 1946 : lieutenant-colonel Marrion
- 1946 - 1951 : colonel Barrou
- 1951 - 1953 : colonel de Fürst
- 1953 - 1955 : lieutenant-colonel Beaumont
- 1955 - 1958 : colonel Huot
- 1958 - 1960 : lieutenant-colonel Pourcher de Ruellé du Chéné
- 1960 - 1961 : lieutenant-colonel Blacas
- 1961 - 1962 : lieutenant-colonel Barras
- 1963 - 1963 : lieutenant-colonel Marsauche
- 2019 - 2021 : lieutenant-colonel Verlaet
- 2021 - 2023 : lieutenant-colonel Kieffer

## Historique des garnisons, combats et batailles

### Du Sénégal à la Tunisie

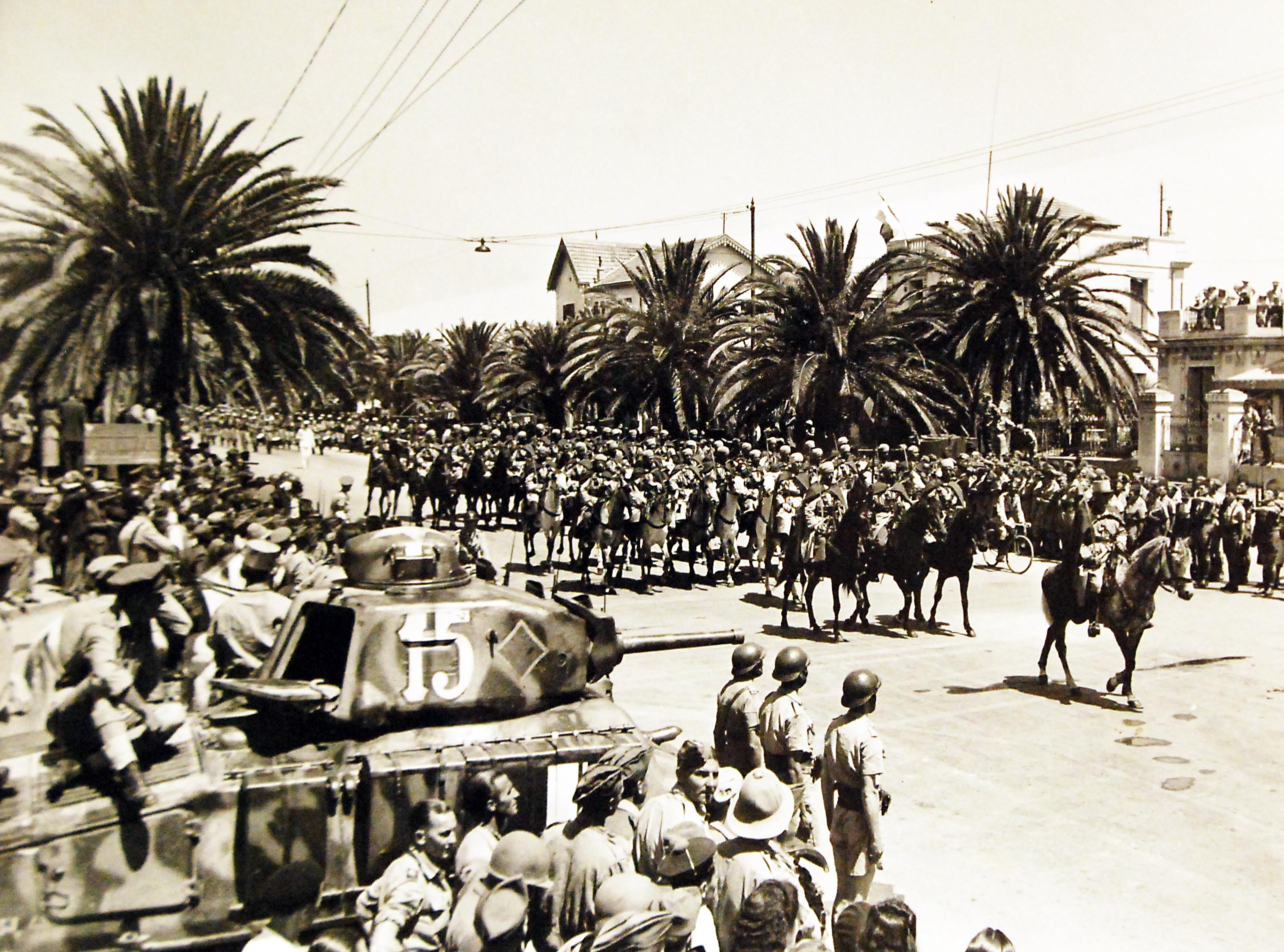
Le et ses SOMUA S35 alors que des spahis défilent à Tunis le.

Le 12e groupe autonome de chasseurs d'Afrique est constitué pour aller renforcer l'Afrique-Occidentale française loyale au régime de Vichy et menacée par les forces françaises libres.
Après la bataille de Dakar en septembre 1940, les Allemands autorisent l'envoi de chars SOMUA S35, les plus modernes alors disponibles. Pour l'armée d'armistice, ces chars sont l'occasion de développer une nouvelle unité blindée loin des yeux allemands,.
Une unité commence à être formée au Maroc sous le nom de groupe d'escadrons chars et motos d'AOF en février 1941 puis à partir de mars 1941 groupe d'escadron autonome du 1er RCA. Le 12e GACA est créé le 1er septembre 1941, constitué d'un peloton de commandement et de deux escadrons, un escadron motocycliste et un escadron de 23 S35. Il reste au Sénégal jusqu'à son retour à Oran le 21 janvier 1943,.
Le 15 février 1943, le 12e GACA devient officiellement le 12e régiment de chasseurs d'Afrique. Le 2e escadron participe à la fin de la campagne de Tunisie en mai 1943 avec ses SOMUA,.

### Le régiment avec la division Leclerc

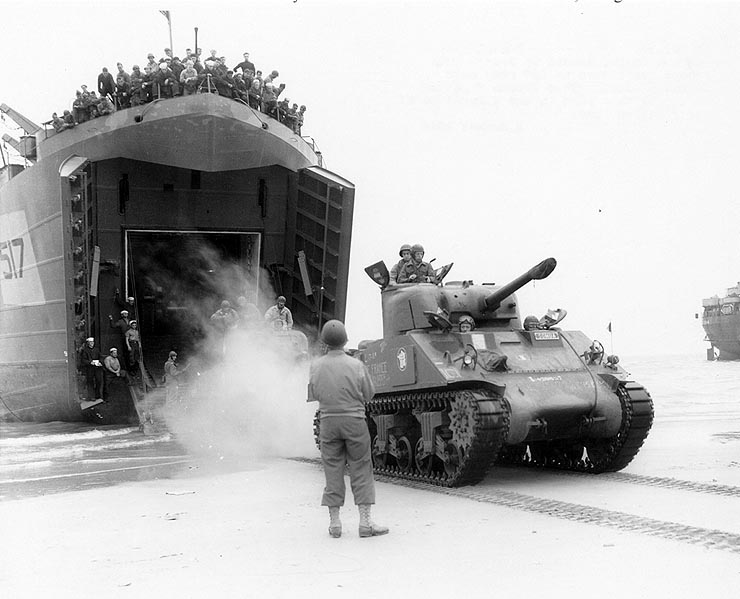
Un char Sherman M4 du de chasseurs d'Afrique sortant d'un LST sur une plage de Normandie.

Le régiment rejoint à l'été 1943 la 2e division française libre du général Leclerc. En septembre 1943, il se dédouble pour reformer le 12e régiment de cuirassiers. Le 12e RCA, le 12e cuirassiers et le nouveau 501e régiment de chars de combat sont les trois régiments de chars de la 2e division blindée. Une fois sa réorganisation terminée en 1944, le 12e RCA est construit sur le modèle d'un régiment de chars moyens américains :
- Escadron hors-rang
  - Peloton de commandement (jeeps, Dodge 6 × 6 et motos)
  - Peloton de transmissions (jeeps, Dodge 4 × 4 et Halftracks)
  - Peloton de dépannage (trois M31 TRV, trois camions GMC 2,5 t, deux Ward LaFrance (en) et des jeeps)
  - Pelotons logistiques (jeeps et GMC)
  - Peloton sanitaire (jeeps, ambulances Dodge 4 × 4 et Halftracks sanitaires)
- Escadron d'état-major
  - Peloton de chars légers (trois chars M3A3)
  - Peloton de chars moyens (trois chars M4A2)
  - Peloton d'appui (trois chars M4A3 à canon de 105 mm)
  - Peloton de mortiers (quatre Halftracks et trois mortiers de 81 mm)
  - Peloton antichar (deux canons de 57 mm et leurs tracteurs Dodge 6 × 6)
- 1er, 2e, 3e et 4e escadrons de combats
  - Peloton de commandement (deux chars moyens M4A2, un char M4A3 à canon de 105 mm, groupe de transmission, groupe de dépannage, camions)
  - 1er peloton de combat (cinq chars moyens M4A2)
  - 2e peloton de combat (cinq chars moyens M4A2)
  - 3e peloton de combat (cinq chars moyens M4A2)

À partir de septembre 1944, l'escadron d'état-major reçoit en renfort un peloton de reconnaissance sur jeeps et Halftracks.
Avec la 2e division blindée, le 12e RCA participe notamment en 1944 aux libérations des villes de Paris et de Strasbourg.
Au printemps 1945, le régiment est détaché au détachement d'armée de l'Atlantique du général Larminat, chargé de la réduction des poches de résistance allemande sur la côte atlantique. Le 12e RCA est affecté à la reconquête de la pointe de la Coubre,.

### De 1945 à 1963
En garnison à Rambouillet en 1945, le 12e RCA rejoint Meknès l'année suivante. En 1958, il quitte le Maroc devenu indépendant pour s'installer dans l'Algérie en guerre.
Revenu à Sissonne, il y est dissous le 31 décembre 1963.
En 2010, l'escadron d'éclairage et d'investigation n°2 du 12e régiment de cuirassiers hérite des traditions du 12e RCA.

### Depuis 2019
En juillet 2019, le centre de formation initiale des militaires du rang de Bitche — auparavant rattaché au commandement du renseignement — change d’appellation et de subordination et devient le CFIM de la 2e brigade blindée - 12e régiment de chasseurs d'Afrique (CFIM de la 2e BB - 12e RCA). Il est chargé de la formation initiale des engagés volontaires des régiments de la 2e brigade blindée.
Le 1er juillet 2025, le CFIM - 12e RCA change d'appellation et devient le 12e groupement d'instruction (12e GI). Il conserve le drapeau et les traditions du 12e régiment de chasseurs d'Afrique.  Constitué de deux escadrons d'instruction, il forme 800 engagés par an.

## Étendard

Dessin du revers de l'étendard du.

Il porte, cousues en lettres d'or dans ses plis, les inscriptions suivantes :
- Paris 1944
- Strasbourg 1944
- AFN 1952-1962

Initialement il y avait aussi[réf. souhaitée] :
- Tunisie 1943

## Devise
Audace n'est pas déraison

## Marquages

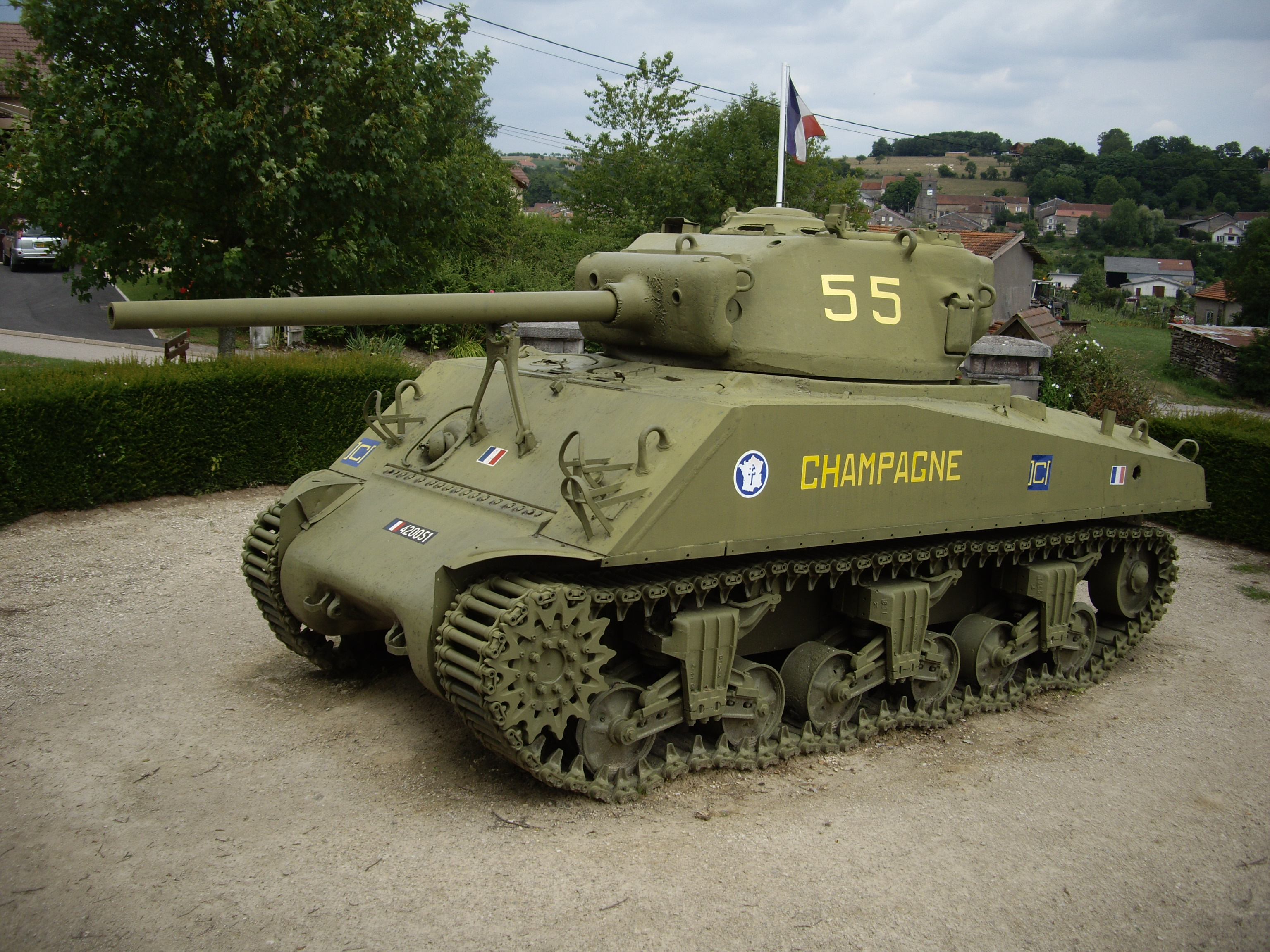
Le M4A3 Champagne, avec notamment le marquage jaune sur fond bleu indiquant son appartenance au 3e escadron du.

Au sein de la 2e DB de 1943 à 1945, les véhicules du 12e RCA sont marqués par un C flanqué de deux barres verticales, jaune sur fond bleu. À chacune des deux extrémités des deux barres, un tiret peut être placé pour indiquer le numéro de l'escadron,.

## Décorations

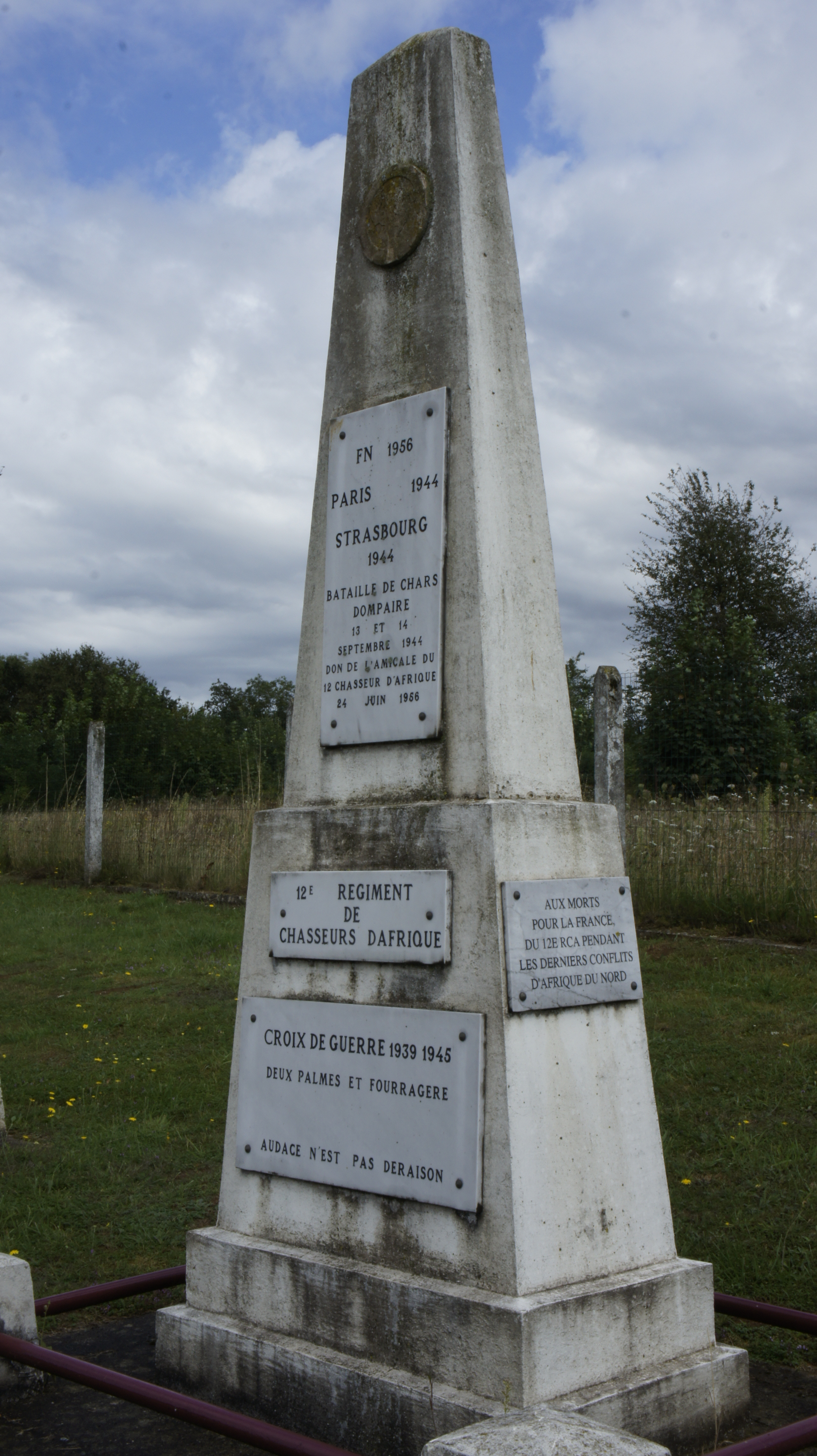
Mémorial au 12e RCA, Floing.

La cravate de l'étendard régimentaire est décorée de la Croix de guerre 1939-1945, avec deux palmes (deux citations à l'ordre de l'armée).

« Régiment d'élite qui n'a pas cessé, depuis le début de la campagne, de donner des preuves de son allant et de sa magnifique tenue au feu »

— Général de Gaulle, 1945
Le régiment porte la fourragère aux couleurs de la croix de guerre (couleurs de la croix de guerre 1914-1918 avec olive aux couleurs de celle de 1939-1945).

## Personnalités ayant servi au sein du régiment
- Général Paul Girot de Langlade (1894 - 1980), créateur du régiment, chef de corps puis commandant du groupement tactique Langlade de la 2e DB.
- Jean-Pierre Nouveau (1921-1991), résistant français, Compagnon de la Libération.
- Guy de Valence (1920 - 2014), aide de camp du général Leclerc, diplomate, ministre plénipotentiaire des anciens combattants.

## Source, notes et références

### Source
- Anonyme - 12e Régiment de Chasseurs d'Afrique, historique 1941-1962, Paris, Chotel, s.d.
- Jacques Sicard et François Vauvillier (préf. Jacques Chirac, ill. Frédéric Robin), Les Chasseurs d'Afrique, Paris, Histoire & collections, coll. « L' encyclopédie de l'Armée Française » (no 1), 1999, 182 p. (ISBN 978-2-908182-87-3).
- (en) M. P. Robinson et Thomas Seignon, Division Leclerc : the Leclerc Column and Free French 2nd Armored Division, 1940-1946, Osprey Publishing, 2018 (ISBN 978-1-4728-3006-7 et 1-4728-3006-7, OCLC 1057692629, lire en ligne).